# Christian Convery
Christian Convery (Los Angeles, 10 november 2009) is een Canadees-Amerikaanse acteur. Hij is bekend geworden door zijn hoofdrol van Gus in de Netflix-serie Sweet Tooth.

## Leven en carrière
Convery werd geboren in Vancouver. Hij maakte zijn filmdebuut in de film Hearts of Spring van Marita Grabiak in april 2016. Dat jaar was hij ook nog te zien in Supernatural en Van Helsing. Gevolgd door Legion en Lucifer in 2017. Zijn eerste hoofdrol had hij in 2016 in de kerstfilm My Christmas Dream van Hallmark Entertainment, waar hij samen met Danica McKellar en David Haydn-Jones. Hij speelde Cooper Stone, de zoon van Haydn-Jones.

## Rollen
| Jaar | Titel                                             | Rol                 |
| ---- | ------------------------------------------------- | ------------------- |
| 2023 | PAW Patrol: The Mighty Movie                      |                     |
| 2023 | Cocaine Bear                                      | Henry               |
| 2022 | Het Leven van een Loser: Rodrick Overheerst       | Fregley (voice)     |
| 2022 | The Tiger Rising                                  | Rob Horton          |
| 2021 | Het Leven van een Loser                           | Fregley (voice)     |
| 2021 | Sweet Tooth                                       | Gus                 |
| 2021 | Home                                              | Alex                |
| 2020 | Benny's Best Birthday                             | Young Benny         |
| 2020 | Aliens Stole My Body                              | Eric Allbright      |
| 2019 | Playing with Fire                                 | Will                |
| 2019 | Pup Academy                                       | Morgan (voice)      |
| 2019 | Descendants 3                                     | Squeaky             |
| 2019 | Heaven                                            | Keith               |
| 2019 | William                                           | William, age 5      |
| 2018 | Santa's Boots                                     | Todd                |
| 2018 | A Twist of Christmas                              | Elliot Hewitt       |
| 2018 | It's Christmas, Eve                               | Wyatt James         |
| 2018 | Beautiful Boy                                     | Jasper Sheff        |
| 2018 | The Package                                       | Jake Floyd          |
| 2018 | Aliens Ate My Homework                            | Eric                |
| 2018 | Signed, Sealed, Delivered: The Road Less Traveled | Danny               |
| 2017 | Christmas at Holly Lodge                          | Kyle Talbert        |
| 2017 | Coming Home for Christmas                         | Paul                |
| 2017 | Legion                                            | David (4 jaar oud)  |
| 2016 | My Christmas Dream                                | Cooper              |
| 2016 | Christmas List                                    | David Anthony Owens |
| 2016 | van Helsing                                       | Vampire Child #4A   |
| 2016 | Hearts of Spring                                  | Conner              |
| 2016 | Lucifer                                           | Ethan               |
| 2016 | Supernatural                                      | Lucas Kellinger     |